# Rumianca
La Rumianca S.p.A. è stata un'importante azienda italiana operante nel settore della chimica secondaria.

## Storia

### Origini
Nacque a Genova nel 1915 con la denominazione di Chimico Mineraria Rumianca, rifacendosi allo stabilimento dell'allora comune di Rumianca (oggi Pieve Vergonte) aperto proprio nello stesso anno. Nel 1922 la sede principale fu trasferita a Torino e, nel 1941, la società assunse definitivamente il nome di Rumianca S.p.A.. Per un certo periodo fu controllata da Riccardo Gualino con Mario Palombi Procuratore della Proprietà.
La linea di produzione era molto ampia e riguardava in modo particolare i prodotti chimici per l'industria come la soda caustica, l'ammoniaca, il DDT, il solfuro di carbonio, il tetracloruro di carbonio, l'acido solforico, gli acidi carbossilici, l'acido clorosolforico, l'acido formico, l'oleum, il cloralio, le resine e il cloro; importanti erano anche i prodotti per l'agricoltura e per usi domestici. La società aveva anche iniziato i suoi studi nel campo dei polimeri, nella sintesi dei prodotti organici e nei flotal, cioè nei condizionatori del terreno.

### La nascita del gruppo SIR-Rumianca
Nel 1967 buona parte del capitale azionario dell'azienda passò alla società SIR, che controllò da quel momento l'intera gestione degli stabilimenti; la Rumianca, da allora, entrò nel nuovo gruppo conosciuto come SIR-Rumianca. Nel 1981 è stata coinvolta nella terribile crisi del settore chimico che colpì la SIR.

### Il fallimento del gruppo e il confluimento nell'ENI
Nello stesso anno l'Eni rilevò per intero gli stabilimenti SIR-Rumianca ancora attivi, salvandoli dalla chiusura.  Nel 1982 l'Eni trasferì le attività industriali alla società Anic la quale, nel  1983, conferì gli stabilimenti alla società EniChimica Secondaria S.p.A. (che dal 1981 gestiva le società del gruppo Anic specializzate nella chimica secondaria e fine). Successivamente, nel 1984, EniChimica Secondaria S.p.A. conferì tutte le attività del settore alla neonata EniChem Sintesi S.p.A. che, nel 1987, venne definitivamente denominata EniChem Synthesis S.p.A..